# 熊本市の地名
熊本市の地名では、熊本県熊本市の地名の一覧を記す。

## 現在の町・大字名(旧熊本市)
まずは、熊本市の現行町名を列挙する。ただし、平成の大合併で編入した富合町、城南町(以上、南区)、植木町(北区)は含んでいない。合併前の旧自治体ごとに表記する。中央地区とは1921年時点の市域である。以後、行政区については区別せずに記述する。
中央地区(現中央区・西区・南区・北区)
大半が現在の中央区にあたる。
- 安政町
- 井川渕町
- 板屋町
- 魚屋町1丁目～3丁目
- 内坪井町
- 大江1丁目～6丁目
- 大江本町
- 鍛冶屋町
- 上鍛冶屋町
- 上通町
- 上林町
- 辛島町
- 川端町
- 河原町
- 北千反畑町
- 京町1丁目～2丁目
- 草葉町
- 九品寺1丁目～6丁目
- 慶徳堀町
- 紺屋阿弥陀寺町
- 紺屋今町
- 紺屋町1丁目～3丁目
- 子飼本町
- 小沢町
- 古城町
- 壷川1丁目～2丁目
- 琴平1丁目～2丁目
- 琴平本町
- 米屋町1丁目～3丁目
- 呉服町1丁目～3丁目
- 細工町1丁目～5丁目
- 桜町
- 下通1丁目～2丁目
- 城東町
- 新大江1丁目～3丁目
- 新鍛冶屋町
- 新市街
- 新町1丁目～4丁目
- 新屋敷1丁目～3丁目
- 水道町
- 船場町2～3丁目・下1丁目
- 段山本町
- 千葉城町
- 中央街
- 坪井1丁目～6丁目
- 手取本町
- 通町
- 中唐人町
- 西阿弥陀寺町
- 西子飼町
- 西唐人町
- 二の丸
- 萩原町
- 花畑町
- 春竹町春竹
- 東阿弥陀寺町
- 東子飼町
- 古桶屋町
- 古川町
- 古京町
- 古大工町
- 本荘1丁目～6丁目
- 本荘町
- 本丸
- 松原町
- 南熊本1丁目～5丁目
- 南千反畑町
- 南坪井町
- 宮内
- 妙体寺町
- 迎町1丁目～2丁目
- 本山1丁目～4丁目
- 本山町
- 薬園町
- 山崎町
- 弥生町
- 横紺屋町
- 万町1丁目～2丁目
- 練兵町
- 黒髪1丁目～8丁目(7丁目の一部のみ北区)
- 渡鹿1丁目～9丁目(8丁目～9丁目のみ東区)
- 京町本丁(一部が西区)
- 八王寺町(一部が南区)
- 池亀町(全域が西区)
- 春日1丁目～8丁目(全域が西区)
- 上熊本1丁目～3丁目(全域が西区)
- 出町(全域が西区)
- 二本木1丁目～5丁目(全域が西区)
- 野中1丁目～3丁目(全域が西区)
- 花園1丁目～7丁目(全域が西区)
- 稗田町(全域が西区)
- 島崎1丁目～7丁目(大半が西区。1丁目のみ中央区)
- 池田1丁目～4丁目(大半が西区。3丁目の一部のみ北区)
- 横手1丁目～5丁目(大半が西区。1丁目～3丁目の各一部のみ中央区)
- 黒髪町坪井(全域が北区)

白坪地区(現西区)
- 新土河原1丁目～2丁目
- 田崎1丁目～3丁目
- 田崎本町
- 田崎町
- 八島1丁目～2丁目
- 八島町
- 蓮台寺1丁目～5丁目

池上地区(現西区)
- 池上町
- 上高橋1丁目～2丁目
- 谷尾崎町
- 戸坂町

高橋地区(現西区)
- 高橋町1丁目～2丁目

小島地区(現西区)
- 小島1丁目～9丁目
- 小島上町
- 小島下町

城山地区(現西区)
- 上代1丁目～10丁目
- 城山大塘1丁目～7丁目
- 城山上代町
- 城山下代1丁目～5丁目
- 城山半田1丁目～4丁目
- 城山薬師1丁目～2丁目

松尾地区(現西区)
- 上松尾町
- 中松尾町
- 西松尾町
- 松尾1丁目～2丁目
- 松尾町近津
- 松尾町平山

中島地区(現西区)
- 沖新町
- 新港1丁目～2丁目
- 中島町
- 中原町

河内地区(現西区)
- 河内町大多尾
- 河内町面木
- 河内町河内
- 河内町白浜
- 河内町岳
- 河内町東門寺
- 河内町野出
- 河内町船津

出水地区(現中央区・東区)
大半が現在の中央区にあたる。
- 岡田町
- 上水前寺1丁目～2丁目
- 国府1丁目～4丁目
- 国府本町
- 水前寺1丁目～6丁目
- 水前寺公園
- 菅原町
- 白山1丁目～3丁目
- 出水1丁目～8丁目(4丁目の一部のみ東区)
- 帯山1丁目～9丁目(4丁目の一部のみ東区)

秋津地区(現東区)
- 秋津1丁目～3丁目
- 秋津新町
- 秋津町秋田
- 秋津町沼山津
- 昭和町
- 沼山津1丁目～4丁目
- 東野1丁目～4丁目

託麻地区(現東区・中央区)
大半が現在の東区にあたる。
- 石原1丁目～3丁目
- 石原町
- 小山1丁目～7丁目
- 小山町
- 鹿帰瀬町
- 神園1丁目～2丁目
- 上南部1丁目～4丁目
- 上南部町
- 御領1丁目～8丁目
- 下南部1丁目～3丁目
- 新南部1丁目～5丁目
- 戸島1丁目～7丁目
- 戸島西1丁目～7丁目
- 戸島本町
- 戸島町
- 中江町
- 長嶺西1丁目～3丁目
- 長嶺東1丁目～9丁目
- 長嶺南1丁目～8丁目
- 西原1丁目～3丁目
- 八反田1丁目～3丁目
- 平山町
- 保田窪本町
- 弓削町
- 吉原町
- 保田窪1丁目～5丁目(1丁目の全域と2丁目の一部のみ中央区)

健軍地区(現東区・中央区)
大半が現在の東区にあたる。
- 榎町
- 尾ノ上1丁目～4丁目
- 小峯1丁目～4丁目
- 京塚本町
- 健軍1丁目～5丁目
- 健軍本町
- 栄町
- 桜木1丁目～6丁目
- 佐土原1丁目～3丁目
- 新生1丁目～2丁目
- 新外1丁目～4丁目
- 水源1丁目～2丁目
- 月出1丁目～8丁目
- 錦ヶ丘
- 花立1丁目～6丁目
- 東本町
- 東町1丁目～4丁目
- 広木町
- 南町
- 山ノ内1丁目～4丁目
- 山ノ神1丁目～2丁目
- 若葉1丁目～6丁目
- 湖東1丁目～3丁目(1丁目の一部のみ中央区)
- 三郎1丁目～2丁目(1丁目の一部のみ中央区)
- 東京塚町(一部が中央区)
- 上京塚町(全域が中央区)
- 神水1丁目～2丁目(全域が中央区)
- 神水本町(大半が中央区。一部のみ東区)

画図地区(現東区・中央区)
大半が現在の東区にあたる。
- 画図東1丁目～2丁目
- 画図町上無田
- 画図町重富
- 画図町下江津
- 画図町下無田
- 画図町所島
- 下江津1丁目～8丁目
- 江津1丁目～4丁目(2丁目の一部のみ中央区)

日吉地区(現南区・中央区)
大半が現在の南区にあたる。
- 江越1丁目～2丁目
- 近見1丁目～9丁目
- 近見町
- 野田1丁目～3丁目
- 日吉1丁目～2丁目
- 平田1丁目～2丁目
- 南高江1丁目～7丁目
- 南高江町
- 元三町
- 元三町1丁目～5丁目
- 十禅寺1丁目～4丁目(1丁目・4丁目が中央区)
- 十禅寺町(全域が中央区)
- 世安1丁目～3丁目(全域が中央区)
- 世安町(全域が中央区)
- 平成1丁目～3丁目(大半が中央区。1丁目～2丁目の一部のみ南区)

力合地区(現南区)
- 荒尾1丁目～3丁目
- 荒尾町
- 薄場1丁目～3丁目
- 薄場町
- 上ノ郷1丁目～2丁目
- 刈草1丁目～3丁目
- 合志1丁目～4丁目
- 島町1丁目～5丁目
- 白藤1丁目～5丁目
- 鳶町1丁目～2丁目
- 野口1丁目～4丁目
- 野口町
- 八幡1丁目～11丁目

川尻地区(現南区)
- 川尻1丁目～6丁目

御幸地区(現南区)
- 幸田1丁目～2丁目
- 御幸木部1丁目～3丁目
- 御幸木部町
- 御幸西1丁目～4丁目
- 御幸西無田町
- 御幸笛田1丁目～8丁目
- 御幸笛田町

田迎地区(現南区)
- 出仲間1丁目～9丁目
- 田井島1丁目～3丁目
- 田迎1丁目～6丁目
- 田迎町田井島
- 田迎町良町
- 馬渡1丁目～2丁目
- 良町1丁目～5丁目
- 流通団地1丁目～2丁目

飽田地区(現南区)
- 会富町
- 今町
- 護藤町
- 白石町
- 砂原町
- 土河原町
- 並建町
- 畠口町
- 八分字町
- 浜口町
- 孫代町
- 無田口町

天明地区(現南区)
- 海路口町
- 内田町
- 奥古閑町
- 川口町
- 銭塘町
- 中無田町
- 美登里町

竜田地区(現北区)
- 楠1丁目～8丁目
- 竜田1丁目～9丁目
- 竜田陳内1丁目～4丁目
- 竜田弓削1丁目～2丁目
- 武蔵ヶ丘1丁目～9丁目
- 弓削1丁目～6丁目

北部地区(現北区)
- 改寄町
- 和泉町
- 大鳥居町
- 梶尾町
- 鹿子木町
- 釜尾町
- 北迫町
- 楠野町
- 小糸山町
- 下硯川1丁目～2丁目
- 下硯川町
- 硯川町
- 太郎迫町
- 鶴羽田1丁目～5丁目
- 鶴羽田町
- 徳王1丁目～2丁目
- 徳王町
- 西梶尾町
- 飛田1丁目～4丁目
- 飛田町
- 万楽寺町
- 貢町
- 明徳町
- 四方寄町
- 立福寺町

清水地区(現北区・中央区・西区)
大半が現在の北区にあたる。
- 麻生田1丁目～5丁目
- 兎谷1丁目～3丁目
- 打越町
- 大窪1丁目～5丁目
- 清水岩倉1丁目～3丁目
- 清水亀井町
- 清水新地1丁目～7丁目
- 清水東町
- 清水本町
- 清水町打越
- 清水町松崎
- 清水町室園
- 清水万石1丁目～5丁目
- 高平1丁目～3丁目
- 楡木1丁目～6丁目
- 乗越ヶ丘
- 八景水谷1丁目～4丁目
- 山室1丁目～6丁目
- 津浦町(一部が西区)
- 室園町(一部が中央区)

## 町名の変遷(旧熊本市)

### 熊本市発足時の町名
熊本市発足時・合併時の町や大字について記す。()内は現在の町名である。
- 細工町1丁目～5丁目(細工町1丁目～5丁目)
- 小沢町(小沢町)
- 板屋町(板屋町)
- 西唐人町(西唐人町)
- 川端町(川端町)
- 西阿弥陀寺町(西阿弥陀寺町)
- 古大工町(古大工町)
- 呉服町1丁目～3丁目(呉服町1丁目～3丁目)
- 万町1丁目～2丁目(万町1丁目～2丁目)
- 米屋町1丁目～3丁目(米屋町1丁目～3丁目)
- 中唐人町(中唐人町)
- 魚屋町1丁目～3丁目(魚屋町1丁目～3丁目)
- 古桶屋町(古桶屋町)
- 紺屋西阿弥陀寺町(紺屋西阿弥陀寺町)
- 東阿弥陀寺町(東阿弥陀寺町)
- 鍛冶屋町(鍛冶屋町)
- 紺屋町1丁目～3丁目(紺屋町1丁目～3丁目)
- 船場町2丁目～3丁目・上1丁目・下1丁目(船場町2丁目～3丁目・下1丁目・辛島町・桜町)
- 横紺屋町(横紺屋町)
- 古川町(古川町)
- 河原町(河原町)
- 上鍛冶屋町(上鍛冶屋町)
- 松原町(松原町)
- 慶徳堀町(慶徳堀町)
- 山崎町(山崎町)
- 紺屋今町(紺屋今町)
- 通町(通町)
- 知足寺町(下通2丁目・中央街)
- 五十人組町(下通2丁目・中央街)
- 新鍛冶屋町(紺屋今町・下通2丁目・新市街)
- 鷹匠町(紺屋今町・下通1丁目・新市街)
- 西岸寺町(下通2丁目)
- 仲間町(下通2丁目)
- 上追廻田畑町(下通1丁目・手取本町・花畑町)
- 下追廻田畑町(下通1丁目・紺屋今町・新市街・花畑町)
- 新町1丁目～3丁目(新町1丁目・2丁目・4丁目)
- 船場川端町(新町2丁目)
- 塩屋町(新町2丁目)
- 塩屋町1番町～3番町(新町2丁目)
- 桧物屋町(新町1丁目)
- 蔚山町(新町1丁目・3丁目)
- 古城堀端町(古城町・新町1丁目～2丁目)
- 新馬借町(新町3丁目)
- 新細工町(新町3丁目～4丁目)
- 新鳥町(新町4丁目)
- 上職人町(新町3丁目)
- 中職人町(新町4丁目)
- 下職人町(新町4丁目)
- 高麗門町(新町3丁目～4丁目・島崎1丁目・横手1丁目)
- 高麗門裏町(新町4丁目)
- 新桶屋町(新町3丁目・宮内)
- 新魚屋町(新町3丁目)
- 段山町(新町3丁目)
- 正妙寺町(新町4丁目)
- 安巳橋通町(安政町)
- 千反町(中央街・安政町)
- 歩町(安政町・中央街)
- 木戸組町(中央街)
- 楠町(下通1丁目～2丁目・中央街)
- 昇町(安政町・中央街)
- 駕町(安政町・下通1丁目・中央街)
- 相撲町(安政町・下通1丁目)
- 下通町(下通1丁目～2丁目・安政町・新市街・手取本町)
- 光琳寺町(下通1丁目)
- 迎町(迎町1丁目～2丁目・本荘5丁目・本山4丁目)
- 古京町(古京町・二の丸・宮内)
- 宮内(宮内・新町1丁目・3丁目・古京町・段山本町)
- 古城(古城町・二の丸)
- 内坪井町(内坪井町・千葉城町・坪井1丁目・壷川1丁目)
- 寺原町(内坪井町・京町1丁目～2丁目・壷川1丁目～2丁目)
- 手取本町(手取本町・安政町・上通町・下通1丁目・水道町・花畑町・城東町)
- 薮の内町(城東町・上通町)
- 上通町(上通町)
- 長安寺町(水道町・上通町)
- 桜井町(上通町・水道町)
- 黒鍬町(水道町・上通町)
- 一本竹町(上通町・草場町・水道町)
- 草葉町(草葉町・上通町)
- 水道町(水道町・安政町・草場町・手取本町)
- 四軒町(水道町)
- 比丘尼町(水道町)
- 明円寺町(水道町)
- 一番被分町(水道町)
- 二番被分町(水道町)
- 地蔵町(水道町)
- 願正寺町(水道町)
- 法念寺町(水道町・南千反畑町)
- 上林町(上林町・上通町・城東町)
- 南新坪井町(南坪井町・上林町)
- 北新坪井町(坪井1丁目～2丁目)
- 井川渕町(井川渕町)
- 南千反畑町(南千反畑町・南坪井町)
- 北千反畑町(北千反畑町・坪井2丁目)
- 新南千反畑町(草葉町・水道町・南千反畑町)
- 東子飼町(東子飼町・井川渕町)
- 西子飼町(東子飼町)
- 西坪井町(壷川1丁目・坪井5丁目)
- 西外坪井町(坪井1丁目・3丁目・内坪井町)
- 中坪井町(坪井4丁目)
- 東寺原町(坪井4丁目～5丁目・壷川1丁目)
- 北坪井町(坪井4丁目)
- 東外坪井町(坪井3丁目)
- 西鋤身崎町(西子飼町)
- 七軒町(子飼本町)
- 東坪井町(坪井4丁目・薬園町)
- 小幡町(東子飼町・子飼本町・黒髪2丁目)
- 薬園町(薬園町)
- 妙体寺町(妙体寺町)
- 新堀町(千葉城町・古京町・京町1丁目)
- 京町1丁目～2丁目(京町1丁目～2丁目)
- 京町本丁(京町本丁)
- 出町(出町・京町本丁・池田1丁目)
- 新屋敷町(新屋敷1丁目～3丁目・九品寺1丁目)
- 千葉城町(城東町・千葉城町)
- 本丸(本丸)
- 二の丸(二の丸・古京町)
- 声取坂町(安政町・水道町)

1908年、山崎練兵場跡地に以下の町が発足した
- 行幸町(桜町)
- 天神町(桜町)
- 桜町(桜町)
- 花畑町(辛島町・桜町・下通1丁目・新市街・花畑町)
- 辛島町(辛島町・紺屋今町・新市街)
- 練兵町(練兵町・紺屋今町)

### 編入による町名設置
その後、1921年から1991年にかけて飽託郡内の町村を編入し、町や大字を追加する。それぞれの地区の名称は旧町村名の後に大字を続けるものもあれば、大字ごとに町名設置がされたものもある。()内は旧町・大字名である。以下の町は、その後の住居表示によって消滅したものもあるが、上項で現行町名について言及しているため、ここでは言及しない。
黒髪村
- 黒髪町坪井
- 黒髪町宇留毛
- 黒髪町下立田

池田村
- 池田町

花園村
- 花園町

島崎村
- 島崎町島崎
- 島崎町宮内

横手村
- 横手町

春日町
- 春日町

古町村
- 二本木町

本山村
- 本山町

本庄村
- 本荘町

春竹村
- 春竹町春竹
- 春竹町八王寺

大江村
- 大江町大江
- 大江町本
- 大江町渡鹿
- 大江町九品寺

出水村
- 出水町今
- 出水町国府
- 出水町長溝

白坪村
- 田崎町
- 八島町
- 新土河原町
- 蓮台寺町

画図村
- 画図町上無田
- 画図町下無田
- 画図町所島
- 画図町江津
- 画図町下江津
- 画図町重富

健軍村
- 健軍町
- 神水町

清水村
- 清水町松崎
- 清水町亀井
- 清水町万石
- 清水町麻生田
- 清水町室園
- 清水町津浦
- 清水町兎谷(編入前は麻生田)
- 清水町楡木(編入前は麻生田)
- 清水町新地(編入前は麻生田)
- 清水町山室
- 清水町打越
- 清水町大窪
- 清水町高平
- 清水町八景水谷(編入前は山室)

川尻町
- 川尻町

日吉村
- 世安町
- 十禅寺町
- 平田町
- 近見町
- 高江町
- 南高江町(編入前は高江)
- 元三町
- 野田町

力合村
- 薄場町(編入前は島新)
- 野口町(編入前は荒尾)
- 島町
- 上ノ郷町(編入前は島新)
- 鳶町(編入前は合志)
- 刈草町(編入前は合志)
- 合志町
- 荒尾町
- 白藤町
- 八幡町

田迎村
- 田迎町田迎
- 田迎町出仲間
- 田迎町田井島
- 田迎町良町

御幸村
- 御幸笛田町
- 御幸木部町
- 御幸西無田町

池上村
- 戸坂町
- 谷尾崎町
- 池上町
- 上高橋町(編入前は高橋)

高橋村
- 高橋町

城山村
- 城山上代町
- 城山大塘町
- 城山下代町
- 城山半田町
- 城山薬師町

秋津村
- 秋津町沼山津
- 秋津町秋田

松尾村
- 松尾町上松尾
- 松尾町平山
- 松尾町近津

小島町
- 小島上町(編入前は小島村)
- 小島中町(編入前は小島町)
- 小島下町(編入前は下松尾)

竜田村
- 竜田町弓削
- 竜田町上立田
- 竜田町陳内

中島村
- 中原町
- 中島町
- 沖新町

託麻村
- 保田窪本町(旧広畑村保田窪)
- 新南部町(旧供合村)

以上は1956年に編入された部分である。以下は1970年に編入された部分である。
- 小山町(旧小山戸島村)
- 戸島町(旧小山戸島村)
- 長嶺町(旧広畑村)
- 御領町(旧広畑村小山御領)
- 平山町(旧供合村)
- 鹿帰瀬町(旧供合村)
- 弓削町(旧供合村)
- 石原町(旧供合村)
- 中江町(旧供合村)
- 吉原町(旧供合村)
- 上南部町(旧供合村)
- 下南部町(旧供合村)

北部町
- 和泉町(旧西里村)
- 立福寺町(旧西里村)
- 太郎迫町(旧西里村)
- 万楽寺町(旧西里村)
- 北迫町(旧西里村)
- 硯川町(旧西里村)
- 下硯川町(旧西里村)
- 徳王町(旧西里村)
- 釜尾町(旧西里村)
- 貢町(旧西里村)
- 鶴羽田町(旧川上村)
- 飛田町(旧川上村)
- 四方寄町(旧川上村)
- 西梶尾町(旧川上村)
- 鹿子木町(旧川上村)
- 楠野町(旧川上村)
- 明徳町(旧川上村)
- 小糸山町(旧川上村)
- 改寄町(旧川上村)
- 大鳥居町(旧川上村)
- 梶尾町(旧川上村)

河内町
- 河内町河内
- 河内町船津
- 河内町白浜
- 河内町岳(旧芳野村)
- 河内町面木(旧芳野村)
- 河内町野出(旧芳野村)
- 河内町大多尾(旧芳野村)
- 河内町東門寺(旧芳野村)

飽田町
- 土河原町
- 今町
- 八分字町
- 砂原町
- 孫代町
- 護藤町
- 会富町
- 並建町
- 白石町
- 浜口町
- 無田口町
- 畠口町

天明町
- 中無田町
- 美登里町
- 銭塘町
- 内田町
- 奥古閑町
- 海路口町
- 川口町

### 編入以外による町名設置
編入以外で発足した町として以下の町が存在する。1965年以降はほとんど住居表示実施によるものである。()内は旧町・大字名である。
1937年
- 大江新町(大江町大江より)

1938年
- 岡田町(出水町国府より)
- 白山町(出水町国府より)
- 水前寺通(出水町国府より)

1940年
- 東水前寺町(出水町国府より)
- 西水前寺町(出水町国府より)
- 北水前寺町(出水町国府より)
- 水前寺本町(出水町国府より)

1950年
- 八坂町(春日町より)
- 大和町(春日町より)
- 長谷町(春日町より)
- 加茂町(春日町より)
- 祇園町(春日町より)

1956年
- 湖東町(健軍町より)
- 新生町(健軍町より)
- 水源町(健軍町より)
- 若葉町(健軍町より)
- 栄町(健軍町より)
- 南町(健軍町より)
- 東町(健軍町より)
- 東本町(健軍町より)

1959年
- 秋津新町(秋津町秋田より)
- 昭和町(秋津町秋田より)
- 東原町(秋津町秋田より)
- 菅原町(出水町国府より)
- 城東町(手取本町・薮の内町より)

1965年
- 安政町(安巳橋通町・下通町・手取本町・相撲町・駕町・水道町・千反町・昇町・声取坂町・歩町より)
- 下通1丁目～2丁目(下通町・光淋寺町・相撲町・花畑町・鷹匠町・駕町・上追廻田畑町・下追廻田畑町・楠町・手取本町・仲間町・西岸寺町・五十人組町・知足寺町・新鍛冶屋町より)
- 古城町(古城・古城堀端町・船場川端町より)
- 新市街(下追廻畑町・鷹匠町・下通町・花畑町・辛島町・新鍛冶屋町より)
- 新町1丁目～4丁目(新町1丁目～3丁目・桧物屋町・蔚山町・塩屋町・塩屋町1番町～3番町・新桶屋町・新魚屋町・上職人町・新細工町・新馬借町・段山町・新鳥町・中職人町・下職人町・正妙寺町・高麗門裏町・島崎町宮内・宮内・船場川端町・高麗門町より発足)
- 中央街(木戸組町・楠町・千反町・昇町・駕町・歩町・知足寺町・五十人組町より)
- 坪井1丁目～3丁目(内坪井町・北新坪井町・西外坪井町・東外坪井町より)
- 南坪井町(南新坪井町・南千反畑町より)

1966年
- 新屋敷1丁目～3丁目(新屋敷町より発足)
- 大江1丁目～6丁目(大江町大江より)

1967年
- 九品寺1丁目～6丁目(大江町九品寺より)
- 国府1丁目～4丁目(出水町国府より)
- 国府本町(出水町国府より)
- 出水1丁目～8丁目(出水町国府・長溝・今より)
- 春日1丁目～2丁目(春日町より)
- 新大江1丁目～2丁目(大江町大江より)
- 大江本町(大江町大江より)
- 南熊本1丁目～3丁目(春竹町春竹より)
- 萩原町(春竹町春竹・八王寺より)
- 白山1丁目～3丁目(大江町大江より)
- 八王寺町(春竹町八王寺より)
- 本荘1丁目～4丁目(本荘町より)

1968年
- 春日3丁目～5丁目(春日町・八坂町・大和町・長谷町・加茂町・祇園町より)
- 田崎本町(田崎町より)
- 南熊本4丁目～5丁目(春竹町春竹より)
- 二本木1丁目～5丁目(二本木町より)
- 本荘5丁目～6丁目(本荘町より)

1969年
- 壷川1丁目～2丁目(寺原町・東寺原町・内坪井町・西坪井町・黒髪町坪井より)
- 琴平1丁目～2丁目(春竹町春竹より)
- 琴平本町(春竹町春竹より)
- 迎町1丁目～2丁目(迎町より)
- 上熊本1丁目～2丁目(花園町より)
- 西原1丁目～2丁目(新南部町・保田窪本町より)
- 段山本町(宮内・島崎町宮内・花園町より)
- 楠1丁目～5丁目(竜田町上立田より)
- 弥生町(本荘町より)

1970年
- 京塚本町(健軍町より)
- 上京塚町(健軍町・神水町より)
- 神水1丁目(神水町より)
- 水前寺1丁目～6丁目(出水町国府・今・大江町本・神水町・北水前寺町・水前寺本町・東水前寺町より)
- 水前寺公園(出水町国府・今・西水前寺町より)
- 東野1丁目～4丁目(秋津町秋田・沼山津より)

1972年
- 江津1丁目～2丁目(画図町江津より)
- 黒髪1丁目～8丁目(黒髪町宇留毛・下立田より)
- 子飼本町(七軒町・小幡町より)
- 室園町(清水町室園より)
- 上水前寺1丁目～2丁目(出水町国府・今・健軍町・神水町より)
- 坪井4丁目～6丁目(中坪井町・北坪井町・東坪井町・西坪井町・黒髪町坪井より)

1973年
- 湖東1丁目～3丁目(湖東町より)
- 広木町(水源町・南町・若葉町より)
- 若葉1丁目～6丁目(若葉町・東原町より)
- 新生1丁目～2丁目(新生町より)
- 神水本町(神水町より)
- 水源1丁目～2丁目(水源町より)
- 武蔵ヶ丘1丁目～2丁目(竜田町弓削より)

1974年
- 花園1丁目～7丁目(花園町より)
- 花立1丁目～6丁目(健軍町より)
- 沼山津1丁目～2丁目(秋津町沼山津より)
- 上熊本3丁目(池田町より)
- 池亀町(池田町より)
- 池田1丁目～4丁目(池田町より)
- 津浦町(清水町津浦より)
- 島崎1丁目～7丁目(島崎町島崎・宮内より)
- 稗田町(池田町より)

1975年
- 錦ヶ丘(健軍町より)
- 健軍1丁目～5丁目(健軍町より)
- 新大江3丁目(大江町本より)
- 神水2丁目(神水町より)
- 清水亀井町(清水町亀井より)
- 清水東町(清水町亀井より)
- 清水本町(清水町松崎より)
- 八景水谷1丁目～2丁目(清水町八景水谷より)
- 尾ノ上1丁目～2丁目(健軍町より)

1976年
- 帯山1丁目～5丁目(保田窪本町・出水町国府・長嶺町・健軍町より)
- 保田窪1丁目～2丁目(保田窪本町)

1977年
- 桜木1丁目～3丁目(健軍町より)
- 沼山津3丁目(秋津町沼山津より)
- 渡鹿1丁目～7丁目(大江町渡鹿より)

1978年
- 健軍本町(健軍町より)
- 田崎1丁目～3丁目(田崎町より)
- 八島1丁目～2丁目(八島町より)

1979年
- 横手1丁目～5丁目(横手町より)

1983年
- 八景水谷3丁目(清水町八景水谷より)

1984年
- 本山1丁目～4丁目(本山町より)

1987年
- 春日6丁目～8丁目(春日町より)
- 流通団地1丁目～2丁目(田迎町出仲間・御幸笛田町・近見町より)

1988年
- 高平1丁目～3丁目(清水町高平より)
- 打越町(清水町打越より)

1989年
- 秋津1丁目～3丁目(秋津町秋田・沼山津より)
- 沼山津4丁目(秋津町沼山津より)

1991年
- 花立1丁目～6丁目(健軍町より)
- 江越1丁目～2丁目(十禅寺町・平田町より)
- 桜木4丁目～6丁目(健軍町より)
- 十禅寺1丁目～3丁目(十禅寺町より)
- 出仲間1丁目(田迎町出仲間より)
- 田迎1丁目～2丁目(田迎町田迎より)
- 馬渡1丁目～2丁目(田迎町田迎より)
- 平成1丁目～3丁目(十禅寺町・世安町・本山町・本荘町より)
- 平田1丁目～2丁目(平田町より)

1992年
- 榎町(健軍町より)
- 下南部1丁目～3丁目(下南部町より)
- 御領1丁目(長嶺町より)
- 佐土原1丁目～3丁目(健軍町より)
- 山ノ神1丁目～2丁目(健軍町より)
- 新南部1丁目～5丁目(新南部町より)
- 渡鹿8丁目～9丁目(大江町渡鹿より)
- 東町1丁目～4丁目(東町より)
- 八反田1丁目～2丁目(御領町・長嶺町・保田窪本町より)
- 保田窪3丁目～5丁目(保田窪本町)
- 新港1丁目(埋立地)

1993年
- 月出1丁目～2丁目(健軍町より)
- 三郎1丁目～2丁目(健軍町より)
- 新外1丁目(健軍町より)
- 西原3丁目(下南部町・御領町より)
- 東京塚町(健軍町より)
- 楠6丁目～8丁目(竜田町上立田・弓削より)
- 尾ノ上3丁目～4丁目(健軍町より)
- 武蔵ヶ丘3丁目～9丁目(竜田町弓削より)

1994年
- 乗越ヶ丘(清水町万石・兎谷・竜田町上立田より)
- 清水万石1丁目～5丁目(清水町万石より)
- 帯山6丁目～7丁目(保田窪本町・長嶺町・健軍町より)

1995年
- 月出3丁目～7丁目(長嶺町・健軍町より)
- 元三町1丁目～5丁目(元三町より)
- 山ノ内1丁目～4丁目(健軍町より)
- 小峯1丁目～4丁目(健軍町・長嶺町より)
- 新外2丁目～4丁目(健軍町より)
- 川尻1丁目～6丁目(川尻町より)
- 八幡1丁目～11丁目(八幡町より)
- 野田1丁目～3丁目(野田町より)

1996年
- 幸田1丁目～2丁目(田迎町出仲間・御幸笛田町より)
- 山室1丁目～6丁目(清水町山室より)
- 出仲間2丁目～9丁目(田迎町出仲間より)
- 新土河原1丁目～2丁目(新土河原町より)
- 大窪1丁目～5丁目(清水町大窪より)
- 田迎3丁目～6丁目(田迎町田迎より)
- 野中1丁目～3丁目(野中町より)
- 蓮台寺1丁目～5丁目(蓮台寺町より)

1997年
- 月出8丁目(長嶺町より)
- 御領2丁目～7丁目(長嶺町より)
- 帯山8丁目～9丁目(長嶺町・健軍町より)
- 長嶺東1丁目～8丁目(長嶺町より)
- 八反田3丁目(御領町・長嶺町より)

1998年
- 近見1丁目～9丁目(近見町より)
- 長嶺西1丁目～3丁目(長嶺町より)
- 長嶺南1丁目～8丁目(長嶺町より)
- 南高江1丁目～7丁目(南高江町より)
- 日吉1丁目～2丁目(近見町・刈草町・高江町より)
- 飛田1丁目～4丁目(飛田町より)

1999年
- 御領8丁目(長嶺町より)
- 上南部1丁目～4丁目(上南部町より)
- 兎谷1丁目～3丁目(清水町兎谷より)
- 麻生田1丁目～2丁目(清水町麻生田より)
- 竜田1丁目～9丁目(竜田町上立田より)
- 竜田陳内1丁目～4丁目(竜田町陳内より)
- 楡木1丁目～3丁目(清水町楡木より)

2000年
- 御幸西1丁目～4丁目(御幸西無田町より)
- 御幸笛田1丁目～8丁目(御幸笛田町より)
- 御幸木部1丁目～3丁目(御幸木部町より)
- 田井島1丁目～3丁目(田迎町田井島より)
- 竜田弓削1丁目～2丁目(竜田町弓削より)
- 良町1丁目～5丁目(田迎町良町より)
- 新港2丁目(埋立地)

2001年
- 刈草1丁目～3丁目(刈草町より)
- 荒尾1丁目～3丁目(荒尾町より)
- 合志1丁目～4丁目(合志町より)
- 上ノ郷1丁目～2丁目(上ノ郷町より)
- 島町1丁目～5丁目(島町より)
- 鳶町1丁目～2丁目(鳶町より)
- 白藤1丁目～5丁目(白藤町より)
- 薄場1丁目～3丁目(薄場町より)
- 野口1丁目～4丁目(野口町より)

2002年
- 清水新地1丁目～7丁目(清水町新地より)
- 八景水谷4丁目(清水町八景水谷より)
- 麻生田3丁目～5丁目(清水町麻生田より)
- 楡木4丁目～6丁目(清水町楡木より)

2003年
- 戸島1丁目～7丁目(戸島町より)
- 戸島西1丁目～7丁目(戸島町より)
- 戸島本町(戸島町より)

2004年
- 小山1丁目～7丁目(小山町より)
- 神園1丁目～2丁目(石原町・長嶺町・小山町より)
- 石原1丁目～3丁目(石原町より)
- 長嶺東9丁目(長嶺町より)

2005年
- 下江津1丁目～8丁目(画図町下江津より)
- 画図東1丁目～2丁目(画図町上無田より)
- 江津3丁目～4丁目(江津1丁目～2丁目より)

2006年
- 高橋町1丁目～2丁目(高橋町より)
- 上高橋1丁目～2丁目(上高橋町より)
- 上代1丁目～10丁目(城山上代町より)
- 城山大塘1丁目～7丁目(城山大塘町より)

2007年
- 清水岩倉1丁目～3丁目(清水町兎谷・麻生田より)
- 城山下代1丁目～5丁目(城山下代町より)
- 城山半田1丁目～4丁目(城山半田町より)
- 城山薬師1丁目～2丁目(城山薬師町より)

2008年
- 小島1丁目～9丁目(小島上町・小島中町・小島下町より)

2009年
- 徳王1丁目～2丁目(徳王町より)

2010年
- 鶴羽田1丁目～5丁目(鶴羽田町より)

2011年
- 下硯川1丁目～2丁目(下硯川町より)

2014年
- 上松尾町(松尾町上松尾より)
- 中松尾町(松尾町上松尾より)
- 西松尾町(松尾町上松尾より)
- 松尾1丁目～2丁目(松尾町上松尾より)

2017年
- 弓削1丁目～6丁目(竜田町弓削より)

2021年
- 十禅寺4丁目(十禅寺町より)
- 世安1丁目～3丁目(世安町・十禅寺町より)

## 平成の大合併
平成の大合併により熊本市に編入された町は、すべて従来の大字の前に旧町名を冠している。
富合町(南区)
- 榎津(旧守富村)
- 木原(旧守富村)
- 志々水(旧守富村)
- 新(旧守富村)
- 田尻(旧守富村)
- 平原(旧守富村)
- 廻江(旧守富村)
- 南田尻(旧守富村)
- 三十町(旧守富村。2012年南田尻に編入され消滅)
- 大町(旧杉合村)
- 硴江(旧杉合村)
- 小岩瀬(旧杉合村)
- 莎崎(旧杉合村)
- 国町(旧杉合村)
- 菰江(旧杉合村)
- 釈迦堂(旧杉合村)
- 杉島(旧杉合村)
- 御船手(1974年、杉島より分立)
- 上杉(1974年、杉島より分立)
- 清藤(1974年、廻江より分立)
- 古閑(1974年、志々水より分立)
- 西田尻(田尻より分立。年不詳)

城南町(南区)
- 隈庄(旧隈庄町)
- 島田(旧隈庄町)
- 下宮地(旧隈庄町)
- 宮地(旧隈庄町)
- 六田(旧隈庄町)
- 舞原(旧隈庄町。1946年、隈庄・宮地・下宮地・杉上村今吉野・出水・豊田村沈目・乙女村府領より発足。)
- 赤見(旧杉上村)
- 碇(旧杉上村)
- 出水(旧杉上村)
- 今吉野(旧杉上村)
- 坂野(旧杉上村)
- 高(旧杉上村)
- 千町(旧杉上村)
- 築地(旧杉上村)
- 永(旧杉上村)
- 丹生宮(旧杉上村)
- 阿高(旧豊田村)
- 沈目(旧豊田村)
- 陳内(旧豊田村)
- 塚原(旧豊田村)
- 東阿高(旧豊田村)
- 藤山(旧豊田村)
- 鰐瀬(旧豊田村)
- さんさん1丁目～2丁目(2013年、宮地より分立)

植木町(北区)
- 植木
- 広住
- 上古閑(旧菱形村)
- 円台寺(旧菱形村)
- 木留(旧菱形村)
- 轟(旧菱形村)
- 那知(旧菱形村)
- 辺田野(旧菱形村)
- 伊知坊(旧吉松村)
- 今藤(旧吉松村)
- 大井(旧吉松村)
- 亀甲(旧吉松村)
- 豊田(旧吉松村)
- 平井(旧吉松村)
- 舟島(旧吉松村)
- 鐙田(旧桜井村)
- 荻迫(旧桜井村)
- 滴水(旧桜井村)
- 投刀塚(旧桜井村)
- 平野(旧桜井村)
- 舞尾(旧桜井村)
- 有泉(旧山東村)
- 石川(旧山東村)
- 岩野(旧山東村)
- 小野(旧山東村)
- 古閑(旧山東村)
- 一木(旧山東村)
- 内(旧山本村)
- 清水(旧山本村)
- 色出(旧山本村)
- 味取(旧山本村)
- 山本(旧山本村)
- 後古閑(旧田原村)
- 鞍掛(旧田原村)
- 鈴麦(旧田原村)
- 富応(旧田原村)
- 豊岡(旧田原村)
- 平原(旧田原村)
- 正清(旧田底村)
- 田底(旧田底村)
- 宮原(旧田底村)
- 米塚(旧田底村)
- 大和(木留・荻迫・平野・滴水より発足。年不詳)

## その他
沖縄県を除く九州の県庁所在地では佐賀市とともに、日本の政令指定都市では大阪市とともに「～台」の地名が存在しない。 